# Sextus Martinianus
Sextus Marcius Martinianus (n. secolul al III-lea d.Hr. – d. 324 d.Hr., Cappadocia⁠(d), Roma Antică) a fost un împărat roman din iulie până în septembrie 324. A fost un apropiat al co-împăratului Licinius.